# UNITER 2006
Ediția a XIV-a a Premiilor UNITER a avut loc pe 3 aprilie 2006 la Teatrul Național din București.
Juriul de selecție a fost format din criticii: Magdalena Boiangiu, Ion Cazaban, Andreea Dumitru, Cristina Modreanu și Mircea Morariu. Juriul final a fost reprezentat de scenografa Nina Brumusila, regizorul Claudiu Goga,  criticul Ion Parhon, actrița Emilia Popescu și criticul Elisabeta Pop. 

## Nominalizări și câștigători
Câștigătorii apar cu aldine.

### Premiul pentru cel mai bun spectacol
- Așteptându-l pe Godot de Samuel Beckett la Teatrul „Tamási Áron” din Sfântu Gheorghe (regia: Tompa Gabor)
- Inimă de câine după Mihail Bulgakov la Teatrul Național din Bucuresti (regia: Iuri Kordonski)
- Woyzeck de Georg Büchner la Teatrul Maghiar de Stat Cluj (regia: Mihai Măniuțiu)

### Premiul pentru cea mai bună regie
- Radu Afrim pentru spectacolul Plastilina de Vasili Sigariov la Teatrul „Toma Caragiu” din Ploiești
- Victor Ioan Frunză pentru spectacolul Nevestele vesele din Windsor după William Shakespeare la Teatrul de Stat Oradea
- Alexandru Tocilescu pentru spectacolul O zi din viața lui Nicolae Ceaușescu de Denis Dinulescu la Teatrul Mic București

### Cea mai bună scenografie
- Adriana Grand pentru scenografia spectacolului Scaunele de Eugène Ionesco la Teatrul German de Stat Timișoara
- József Bartha pentru decorul spectacolului Nu se știe cum de Luigi Pirandello, Teatrul Nottara, București
- Iuliana Vâlsan pentru scenografia spectacolului Livada de vișini de A.P. Cehov – Teatrul Național din Târgu Mureș – Compania Tompa Miklós

### Cel mai bun actor în rol principal
- Victor Rebengiuc pentru rolul Preobrajenski din spectacolul Inimă de câine după Mihail Bulgakov de la Teatrul Național din București
- Marius Manole pentru rolul Sarik din spectacolul Inimă de câine după Mihail Bulgakov de la Teatrul Național din București
- Marius Stănescu pentru rolul Contele Romeo Daddi din spectacolul Nu se știe cum de Luigi Pirandello de la Teatrul Nottara București

### Cea mai bună actriță în rol principal
- Valeria Seciu pentru rolul Esme Allen din spectacolul Cum gândește Amy de David Hare la Teatrul Mic București
- Coca Bloos pentru rolul Elena Ceaușescu din spectacolul O zi din viața lui Nicolae Ceaușescu de Denis Dinulescu la Teatrul Mic București
- Kézdi Imola pentru rolul Maria din spectacolul Woyzeck de Georg Büchner la Teatrul Maghiar de Stat Cluj

### Cel mai bun actor în rol secundar
- Constantin Drăgănescu  pentru rolul Johnnypateenmike din spectacolul Billy Șchiopul de Martin McDonagh la Teatrul Nottara București
- Richard Balint pentru rolul Doctorul Caius din spectacolul Nevestele vesele din Windsor după William Shakespeare la Teatrul de Stat Oradea
- Hathazi Andras pentru rolurile Tamburul și Nebunul din spectacolul Woyzeck de Georg Büchner la Teatrul Maghiar de Stat Cluj

### Cea mai bună actriță în rol secundar
- Péter Hilda pentru rolul Lucky din spectacolul Așteptându-l pe Godot de Samuel Beckett la Teatrul „Tamási Áron” din Sfântu Gheorghe
- Elena Popa pentru rolul Bunica din spectacolul Plastilina de Vasili Sigariov la Teatrul „Toma Caragiu” Ploiești
- Tokay Andrea pentru rolul Mephisto din spectacolul Don Juan și Faust de Christian Dietrich Grabbe la Teatrul Maghiar de Stat “Csiky Gergely” din Timișoara

### Critică teatrală
- Doina Papp
- Oltița Cântec
- Alice Georgescu

### Premiul pentru Teatru radiofonic
- Amalia respiră adânc, de Alina Nelega, regia artistică Gavril Cadariu, producție a – Studioului de Radio Târgu Mureș
- Diagnostic, scenariul și regia artistică Ilinca Stihi producție a Redacției Teatru Divertisment – Societatea Română de Radiodifuziune
- Ecaterina cea Mare de George Bernard Shaw, regia artistică Cezarina Udrescu, producție a Redacției Teatru Divertisment – Societatea Română de Radiodifuziune

### Premiul pentru Teatru TV
- Alegerea lui Alexandru Sutto de Dumitru Crudu în regia lui Dominic Dembinski – producție TVR
- Bani de dus, bani de întors de Dumitru Dinulescu în regia lui Alexandru Tocilescu - producție TVR
- Tinerețe fără bătrânețe și merele de aur, scenariu și regie Tudor Chirilă – coproducție Teatrul Ariel Târgu Mureș și TVR

### Debut
- Alex Mihail pentru regia spectacolului Comedie neagra la Teatrul de Comedie din București
- Balasz Bodolai pentru rolul Kolea din spectacolul A patra soră de Janusz Glowacki,  Teatrul Național din Târgu Mureș
- Emanuel Pârvu pentru spectacolul Sectorul S de Emanuel Pârvu la Teatrul Luni de la Green Hours – București

### Premiul de excelență
Constantin Chiriac

### Premiul pentru întreaga activitate
- actor: Mișu Fotino
- actriță: Liliana Tomescu
- scenografie: Viorel Penișoara Stegaru
- regie: Dinu Cernescu
- critică: Elisabeta Pop
- pentru muzica de teatru: Nicu Alifantis
- pentru teatrul de copii: Lucian Ifrim
- pentru Teatrul de păpuși: Horia Davidescu și Eustațiu Gregorian
- pentru Teatrul de revista : Nicu Constantin
- pentru circ: Mihai Ciuca

### Premiul special al Președintelui UNITER
- Actorul Florin Piersic

### Premiul Mecena
- Carmen Adamescu, Președinte Unirea Shopping Center

### Premiul pentru Profesionalism și Fidelitate
- Societății Române de Televiziune la Aniversarea a 50 de ani de existență

### Cea mai bună piesa românească a anului 2005
- Colonia îngerilor de Ștefan Caraman, reprezentare la Teatrul Mic din București[1]

### Premiul British Council
Premiu de dezvoltare profesională acordat UNITER